# Macchie caffellatte
Le macchie caffellatte, in inglese café au lait spots, sono macule cutanee pigmentate il cui colore ricorda quello del caffellatte, café au lait in francese.
In genere sono presenti dalla nascita, sono benigne e hanno valenza solo estetica. Possono essere tuttavia una manifestazione clinica di diverse malattie:
- Neurofibromatosi di tipo 1
- Sindrome di Legius
- Sindrome di McCune-Albright-Sternberg
- Sclerosi tuberosa
- Anemia di Fanconi
- Atassia-teleangectasia
- Sindrome di Wiskott-Aldrich
- Sindrome di Chédiak-Higashi
- Sindrome di Bloom
- Malattia di Gaucher
- Sindrome di Hunter
- Sindrome di Maffucci
- Sindrome di Noonan